# Колцій-де-Жос
Колцій-де-Жос (рум. Colții de Jos) — село у повіті Бузеу в Румунії. Входить до складу комуни Колць.
Село розташоване на відстані 108 км на північ від Бухареста, 43 км на північний захід від Бузеу, 128 км на захід від Галаца, 67 км на південний схід від Брашова.

## Населення
За даними перепису населення 2002 року у селі проживали 380 осіб, усі — румуни. Усі жителі села рідною мовою назвали румунську.